# Sportovec roku 1966

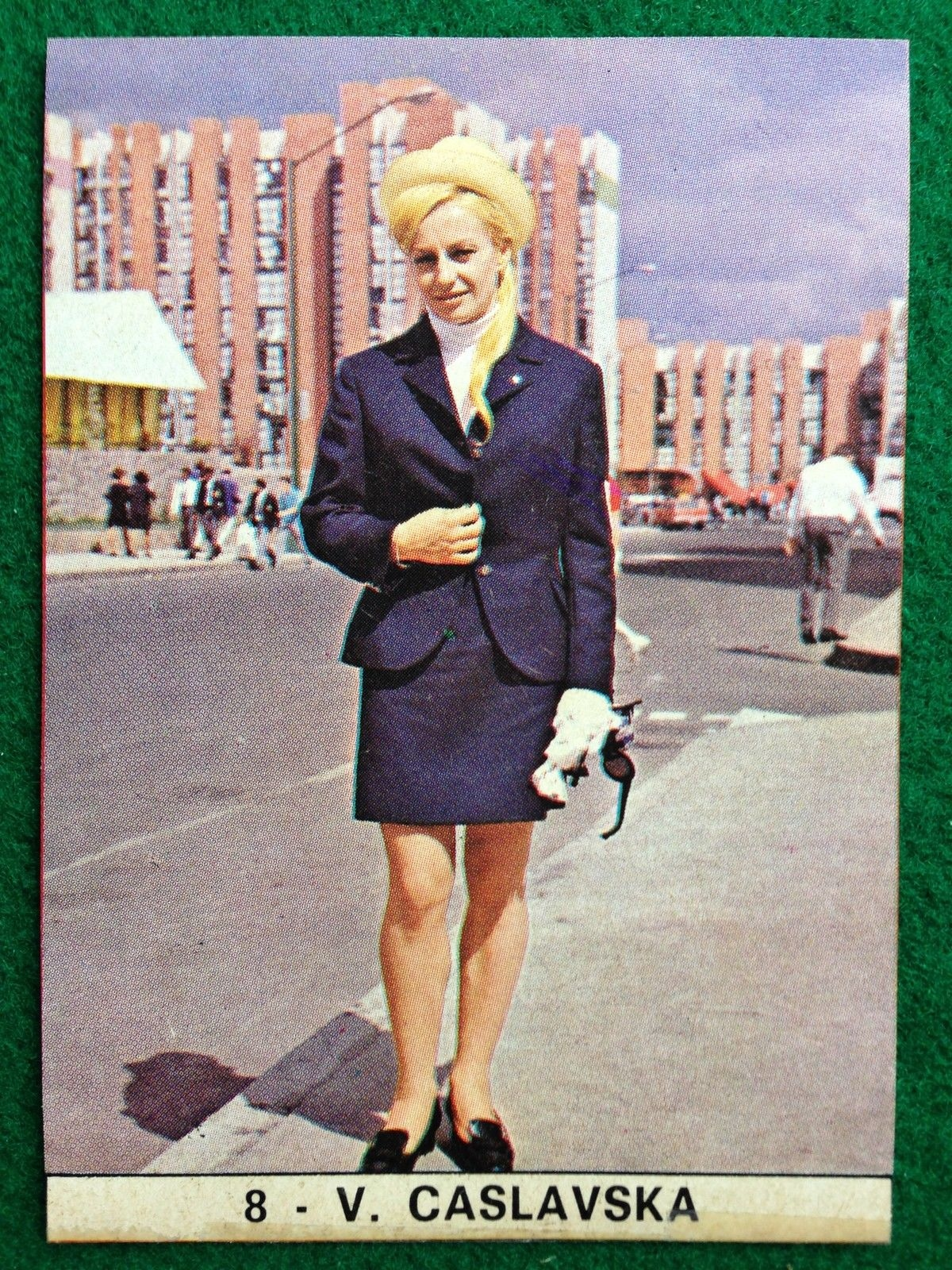
Věra Čáslavská

Sportovec roku 1966 byl osmý ročník ankety sportovních novinářů o nejlepšího sportovce Československa. Vítězem se stala sportovní gymnastka Věra Čáslavská, které se tak jako první podařilo v anketě triumfovat podruhé (prvně zvítězila roku 1964). Hlasy novinářů jí přinesla především dvě zlata z mistrovství světa v Dortmundu. V družstvech zvítězila mužská volejbalová reprezentace, která toho roku vybojovala titul mistrů světa.

## První desítka jednotlivci
1. Věra Čáslavská (sportovní gymnastika)
2. Anna Chmelková (atletika)
3. Jiří Daler (cyklistika)
4. Josef Musil (volejbal)
5. Jiří Raška (lyžování)
6. Ludvík Daněk (atletika)
7. Marta Lužová a Vladimír Miko (stolní tenis)
8. Josef Masopust (fotbal)
9. Ján Popluhár (fotbal)
10. Ondrej Nepela (krasobruslení)

## První trojka družstva
1. volejbalisté Československa
2. družstvo sportovních gymnastek Československa
3. hokejisté Československa